# Officine Magliola
Le Officine Magliola erano una società per azioni che operava nei settori di costruzione e riparazione dei veicoli ferrotranviari, svolgendo lavori di revisione, ristrutturazione e modifiche dei veicoli ferroviari e tranviari di qualunque genere (sia dei passeggeri che delle merci), aggiornando i sistemi di sicurezza negli standard moderni.

## Storia
La prima officina fu avviata da Antonio Magliola a Biella nel 1829, effettuando inizialmente lavori di costruzione e riparazione di carrozze, carri e ferramenti per le industrie locali. Dopo l'inaugurazione della linea ferroviaria Biella-Santhià avvenuta nel 1856, l'azienda cominciò a produrre accessori per i nuovi mezzi di trasporto su ferro e dal 1893 ampliò il ruolo nel settore ferroviario, con la costruzione di veicoli rotabili. A causa del continuo aumentare dell'imminenti richieste di rotabili, i Magliola dovettero presto trasferire l'attività nelle vicinanze di una stazione, che fosse servita da una ferrovia in grado di permettere collegamenti rapidi con il resto della nazione.
Nel 1901 i Magliola aprirono le nuove officine a fianco della stazione di Santhià, poiché situata sulla linea Torino-Milano. Il nuovo stabile ricopriva un'area di 3.000 m², che fu poi ampliata a 200.000 m², di cui 40.000 m² coperti. La vecchia officina di Biella rimase comunque in servizio fino al 1932 per le lavorazioni minori, che consistettero nelle vendita dei mezzi d'importazione e pezzi di ricambio.
Durante la prima e seconda guerra mondiale, l'azienda non ebbe problemi ad affrontare i periodi di recessione, in quanto si rivelò utile ai militari per la produzione di mezzi in grado di trasportare soldati, armi e munizioni.
Nei periodi dei dopoguerra (in particolare nel 1945), crebbe l'incremento dei volumi di affari, che videro l'azienda coinvolta nella costruzione di nuovi materiali rotabili e la riparazione di quelli gravemente danneggiati dai bombardamenti.
Negli anni Cinquanta furono riorganizzati i processi produttivi aziendali, che migliorarono i tempi di produzione, riducendo i costi. L'azienda acquisì negli anni Settanta la specializzazione per la manutenzione, l'adeguamento e la costruzione del materiale rimorchiato.. Negli anni Ottanta, l'attività aziendale era concentrata sulle riparazioni e adeguamento delle carrozze passeggeri e dei carri merci ai trasporti intermodali.
Nel 1982, l'azienda è diventata infine società per azioni. Nel 2000, la società ha formato il consorzio Corifer, composto da quattro aziende complementari. Nel 2014 il consorzio è stato dichiarato fallito e le aziende che ne facevano parte sono andate in liquidazione.